# Гейзел-Грін (Кентуккі)
Гейзел-Грін (англ. Hazel Green) — переписна місцевість (CDP) в США, в окрузі Вулф штату Кентуккі. Населення — 173 особи (2020).

## Географія
Гейзел-Грін розташований за координатами 37°48′10″ пн. ш. 83°25′11″ зх. д. / 37.80278° пн. ш. 83.41972° зх. д. (37.802801, -83.419787).  За даними Бюро перепису населення США в 2010 році переписна місцевість мала площу 2,79 км², з яких 2,79 км² — суходіл та 0,01 км² — водойми.

## Демографія
Згідно з переписом 2010 року, у переписній місцевості мешкало 228 осіб у 94 домогосподарствах у складі 70 родин. Густота населення становила 82 особи/км².  Було 115 помешкань (41/км²).
Расовий склад населення:
| - 99,6 % — білих - 0,4 % — азіатів |

До двох чи більше рас належало 0,0 %. Частка іспаномовних становила 0,0 % від усіх жителів.
За віковим діапазоном населення розподілялося таким чином: 20,6 % — особи молодші 18 років, 59,7 % — особи у віці 18—64 років, 19,7 % — особи у віці 65 років та старші. Медіана віку мешканця становила 43,5 року. На 100 осіб жіночої статі у переписній місцевості припадало 113,1 чоловіків;  на 100 жінок у віці від 18 років та старших — 110,5 чоловіків також старших 18 років.
За межею бідності перебувало 34,8 % осіб, у тому числі 100,0 % дітей у віці до 18 років та 20,8 % осіб у віці 65 років та старших.
Цивільне працевлаштоване населення становило 88 осіб. Основні галузі зайнятості: публічна адміністрація — 30,7 %, освіта, охорона здоров'я та соціальна допомога — 28,4 %, науковці, спеціалісти, менеджери — 20,5 %.